# 多摩・武蔵野検定
多摩・武蔵野検定（たまむさしのけんてい）とは、正式名称を「知のミュージアム　多摩・武蔵野検定」とするご当地検定の一つ。東京都の多摩地域30市町村に関する検定である。通称タマケン。
第1回は平成20年10月26日に3級が行われ、1536人が受検申し込みがあった。第2回は平成21年11月8日に2級、3級を実施する。

## 主催団体
- 社団法人学術・文化・産業ネットワーク多摩

## その狙い
かねてから多摩地域の悩みであった多摩への郷土愛不足を解消するために、検定という仕掛けで潜在的な多摩ファンを顕在化する一大プロジェクトである。
社団法人学術・文化・産業ネットワーク多摩に加盟している自治体や大学、民間企業を中心に実施。事務局を日野市程久保の明星大学20号館6階に置く。

## イベント
平成21年6月5日に東京都八王子市の高尾山薬王院にて合格者の集いを実施した。第1回3級合格者が参加し、合格者同士の懇親を深めた。